# Castello di Schönhausen
Il palazzo Schönhausen (in tedesco: Schloss Schönhausen) è un edificio barocco situato nel quartiere di Niederschönhausen a Berlino (Germania). È circondato da giardini attraverso i quali scorre il fiume Panke.
Gestito dalla Stiftung Preußische Schlösser und Gärten Berlin-Brandenburg è stato riaperto al pubblico nel 2009 dopo un impegnativo restauro.

## Storia

### Brandenburgo-Prussia
Nel 1662 la contessa Sophie Theodore, discendente della famiglia Olanda-Brederode e moglie del generale brandenburghese Christian Albert di Dohna, acquistò le terre di Niederschönhausen e Pankow, all'epoca nell'estremo nord dalle porte della città di Berlino. Nel 1664 costruì a Niederschönhausen un maniero in stile "olandese". Il ministro Joachim Ernst von Grumbkow lo acquistò nel 1680 e nel 1691 la sua vedova lo vendette per 16.000 talleri a Federico I di Prussia. 

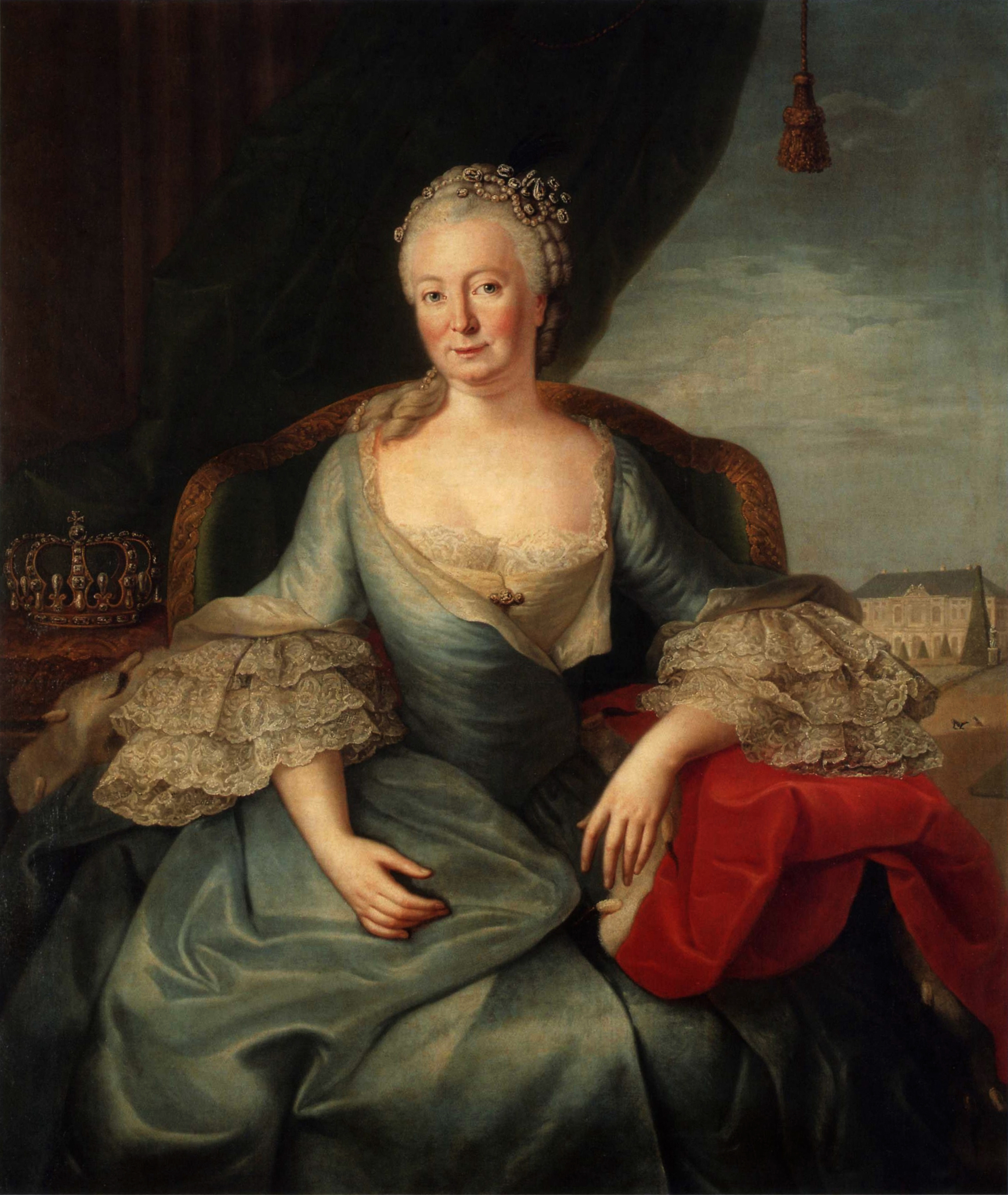
La regina Elisabetta Cristina di Brunswick-Wolfenbüttel-Bevern con lo sfondo del palazzo Schönhausen (1764)

Federico affidò la gestione del castello al comune di Niederschönhausen e chiese che fosse trasformato in un palazzo negli anni 1691-93 sulla base dei progetti elaborati da Johann Arnold Nering. Nell'agosto del 1700 il Principe-elettore preparò e pianificò la sua incoronazione come re di Prussia al palazzo Schönhausen. Nel 1704 il divenuto re Federico I di Prussia stipulò un contratto con Eosander von Göthe per ampliare ulteriormente il palazzo e il suo giardino. Tuttavia, dopo la morte del re nel 1713, a suo figlio e successore Federico Guglielmo I non interessò più il luogo; di conseguenza, vi si trasferirono alcuni funzionari pubblici, come il ministro Federico Guglielmo di Grumbkow, che lo utilizzò per il proprio ufficio. Parte del terreno e del palazzo vennero affittati e il parco lentamente divenne fatiscente negli anni successivi.
Sotto il regno di Federico II di Prussia, anche conosciuto come "Federico il Grande", il palazzo è stato ancora una volta trasformato in una residenza reale per la moglie, Elisabetta Cristina di Brunswick-Wolfenbüttel-Bevern, che lo utilizzò come residenza estiva regolare negli anni 1740-90. Il pittore Johann Michael Graff molto probabilmente contribuì alle sontuose decorazioni a stucco eseguite durante questo periodo. A causa dei rapporti tesi di Federico con la moglie, il re non visitò mai Niederschönhausen, trascorrendo le sue estati a palazzo di Sanssouci a Potsdam.
Durante la guerra dei sette anni nel 1760, mentre la regina si ritirò nella fortezza di Magdeburgo, le truppe dell'impero russo si spinsero in profondità nella Prussia, occupando Berlino e devastando il palazzo di Niederschönhausen. Successivamente fu ricostruito nella sua forma attuale su progetto di Johann Boumann e i giardini furono ristrutturati in stile rococò alla francese.
Dopo la morte della regina Elisabetta Cristina nel 1797 il palazzo è stato usato raramente. A volte Federica di Meclenburgo-Strelitz, vedova del principe Luigi di Prussia, vi trascorse qualche periodo e rinnovò ancora i giardini, questa volta grazie a Peter Joseph Lenné in un giardino all'inglese. Oltre a ciò fu utilizzato principalmente come deposito di mobili e dipinti.

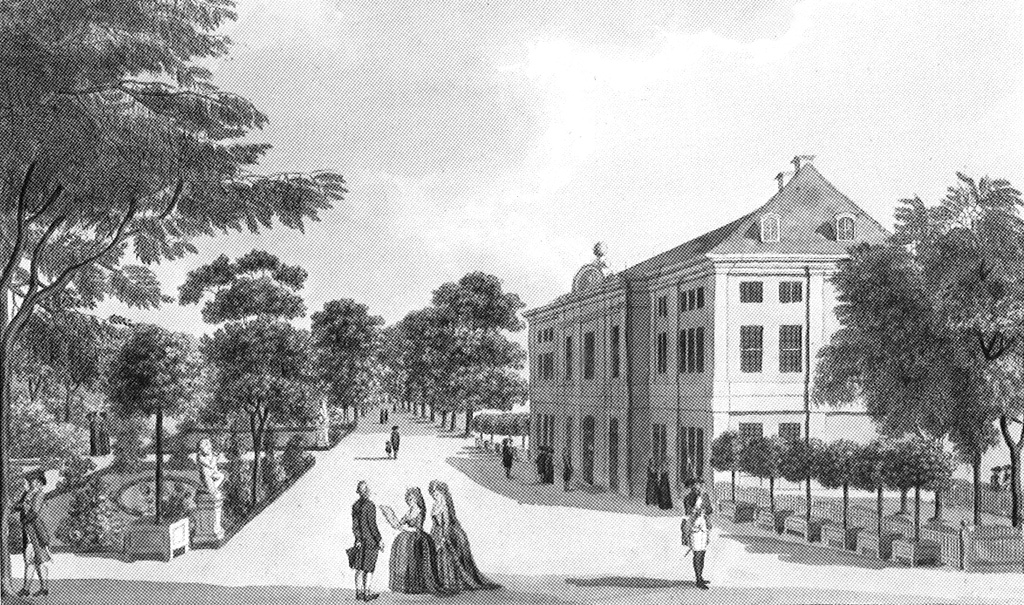
Palazzo intorno all'anno 1787

Si diceva che re Federico II avesse seppellito il suo cavallo preferito Condé nei giardini, ma se la collina in questione sia in realtà la tomba di un cavallo non è mai stato provato. Infatti Condé sopravvisse al suo proprietario e morì nel 1804, all'età di 38 anni: il suo scheletro è conservato presso il dipartimento di veterinaria della Università Libera di Berlino.

### XX secolo
La dinastia regnante degli Hohenzollern fu proprietaria del palazzo Schönhausen fino a quando fu espropriato e divenne proprietà dello Stato Libero di Prussia nel 1920, dopo la fine della monarchia, nel corso della rivoluzione di novembre. Venne poi aperto al pubblico e utilizzato per numerose mostre d'arte, nonché fu utilizzato come sede del dipartimento d'arte ufficiale della germania nazista, quando numerosi dipinti banditi della cosiddetta "arte degenerata" furono conservati qui.  Durante la battaglia di Berlino alla fine della seconda guerra mondiale, il palazzo subì qualche danno, ma venne riparato quasi subito da una Künstlerinitiative di Pankow in modo da poter essere utilizzato per una mostra già nel settembre 1945. Poco dopo l'amministrazione militare sovietica in Germania confiscò il palazzo, trasformandolo in mensa per ufficiali. Più tardi il palazzo servì come convitto per studenti sovietici.
Quando la Repubblica Democratica Tedesca (RDT) fu istituita nella zona di occupazione sovietica il 7 ottobre 1949, i sovietici affidarono il palazzo Schönhausen alle autorità tedesche dell'est. Fino al 1960 è servito come sede ufficiale del presidente della DDR Wilhelm Pieck, dove riceveva gli ospiti di stato come Nikita Sergeevič Chruščёv e Ho Chi Minh. Dopo la sua morte è servito in un primo momento come sede del neo costituito Consiglio di Stato, il quale si trasferì nel 1964 presso lo Staatsratsgebäude nel distretto di Mitte. Fu poi utilizzato dal governo della RDT come guest house ufficiale ed ufficialmente rinominato Schloss Niederschönhausen. Numerosi visitatori statali furono ospitati qui, tra cui Indira Gandhi, Fidel Castro e l'ultimo presidente sovietico Mikhail Gorbačëv con la moglie Raisa Maksimovna Gorbačëva nell'ottobre 1989 alla vigilia della rivoluzione pacifica della Germania Est. A quel tempo, il palazzo e parte dei giardini erano chiusi al pubblico e circondati da un alto muro.

### Dopo la riunificazione tedesca
Mentre la riunificazione tedesca era in corso tra il 1989 e il 1990, la cosiddetta Tavola Rotonda si riunì nei locali delle dipendenze del palazzo. Gran parte dei negoziati per il trattato sullo stato finale della Germania hanno avuto luogo qui, come ricordato da una lapide commemorativa presente nel giardino.
Dopo la riunificazione tedesca, il palazzo divenne proprietà del Bundesvermögensamt, il dipartimento del tesoro tedesco incaricato della gestione immobiliare di proprietà del governo. Nel 1991 lo stato di Berlino divenne il nuovo proprietario del palazzo e dei suoi giardini, e nel 1997 lo Stato ha messo la proprietà in vendita.
Nel 2003 si discusse su come utilizzare il palazzo come residenza temporanea del Presidente della Germania fino al termine della ristrutturazione di Palazzo Bellevue, ma questo piano fallì a causa del costo elevato (circa € 12 milioni), che sarebbe stato necessario per portare il palazzo sufficientemente all'altezza degli standard. Inoltre, a causa dell'impregnazione della struttura del tetto con sostanze chimiche per proteggere le travi in legno, per molti anni solo i due piani inferiori poterono essere utilizzati per feste occasionali e visite guidate.
Il 24 giugno 2005 la proprietà del palazzo è stata trasferita alla Stiftung Preußische Schlösser und Gärten Berlin-Brandenburg (fondazione prussiana dei palazzi e giardini di Berlino-Brandeburgo). Contemporaneamente furono destinati € 8.600.000 in fondi federali per lavori di ristrutturazione.
Il palazzo è stato riaperto il 19 dicembre 2009 per il pubblico. Oltre alle sale storiche risalenti al tempo della regina di Prussia, sono state riaperte anche le stanze usate dal presidente della DDR, di cui è allo studio il rifacimento dell'arredamento dell'ufficio utilizzato di Wilhelm Pieck. Inoltre, sono state esposte diverse opere d'arte della collezione di Elisabetta Cristina, come la raccolta Dohna-Schlobitten, che in precedenza erano ospitate presso il castello di Charlottenburg.
È previsto anche il restauro dei giardini che furono a disposizione del Presidente della DDR, così come il garage ufficiale di stato, che gode di tutela come un punto di riferimento storico.
Dal 2003 la Bundesakademie für Sicherheitspolitik (BAKS) è stata ospitata in due delle dipendenze ausiliarie del palazzo.